# NGC 5107
NGC 5107 (другие обозначения — UGC 8396, IRAS13191+3847, MCG 7-28-1, ZWG 217.33, MK 1346, ZWG 218.3, KUG 1319+387, PGC 46636) — галактика типа SBc в созвездии Гончие Псы. Находится на расстоянии 10.2 Мпс.
Галактика образует изолированную пару с NGC 5112. Кинематика галактики асимметрична. Типичные признаки приливных возмущений отсутствуют.
Этот объект входит в число перечисленных в оригинальной редакции «Нового общего каталога».